# Minhaj ul-Quran

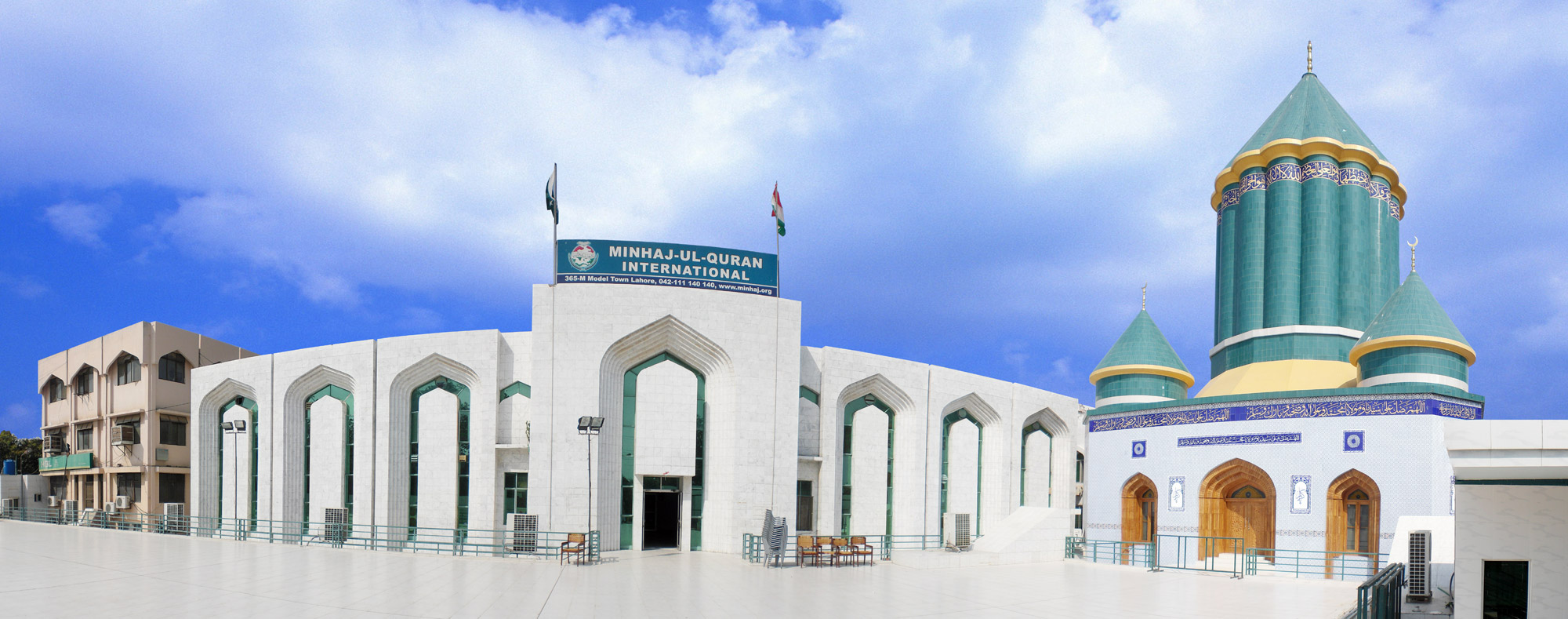
Hauptquartier der Minhaj-ul-Quran

Minhaj ul-Quran (lit. die koranische Methode) ist eine islamische Organisation der Sunniten. Hauptsitz der zu dieser Organisation gehörenden Gemeinden in Deutschland ist Frankfurt am Main, die Weltzentrale befindet sich im pakistanischen Lahore. Dort wurde 1981 die in mittlerweile mehr als 80 Ländern vertretende Organisation von dem Juristen Mohammad Tahir-ul-Qadri gegründet, der der Organisation auch heute noch vorsteht. 1989 gründete al-Qadri in Pakistan die politische Partei „Volksbewegung Pakistans“ (PAT), deren Vorsitzender er ist.
Minhaj ul-Quran unterhält weltweit zahlreiche religiöse, soziale und kulturelle Institutionen sowie diverse Bildungseinrichtungen. Ziel des Netzwerkes Minhaj ul-Quran ist es, die Umma zu vereinigen und den wahren Islam zu verkünden bzw. zu stärken.
Sein Gründer hat eine Fatwa veröffentlicht, die theologische Argumente aus dem Koran verwendet, um Selbstmordattentäter und die Tötung unschuldiger Zivilisten zu verurteilen.